# Platja de Fabal
La Platja de Fabal es troba en el conceyu asturià de Navia i pertany a la localitat de Teifaros. Està dins de la Costa Occidental d'Astúries i presenta protecció ZEPA i LIC.
Presenta forma de petxina, una longitud d'uns 150 m i una amplària mitjana d'uns 35 m. El seu entorn és rural, amb un grau d'urbanització mitjà i una perillositat baixa. L'accés per als vianants és d'uns cinc-cents m de longitud. La sorra té color torrat i el seu gra és de tipus mitjà. Està recollida entre penya-segats en els extrems i té una gran bellesa i transmet una gran tranquil·litat.
Els pobles més propers són Las Cortinas i Teifaros. Per accedir a la platja cal arribar a Teifaros i travessar una gran pineda on ja no és possible seguir amb el cotxe i cal deixar-ho allí. Es pren un camí en adreça nord-est albirant en primer lloc la Platja de Frexulfe. Segons es comença el descens cap a la cota del mar es veu a l'esquerra el gran pedrer de la Platja de Teifaros. Els últims metres de baixada tenen una certa dificultat pel que cal prendre les degudes precaucions. La platja té un penya-segat fòssil d'uns cent metres de longitud. La platja manca de qualsevol servei, i les activitats recomanades són la pesca recreativa amb canya o la pesca submarina.